# Pica-soques carablanc
El pica-soques carablanc (Sitta leucopsis) és un ocell de la família dels sítids (Sittidae).

## Hàbitat i distribució
Habita boscos de l'Himàlaia occidental.